# پوشاک لری
لباس لری (به لری: جومه لری) لباس سنتی لری برگرفته از جغرافیا، فرهنگ، دین و هزاران سال همزیستی با طبیعت مردمان لر در گذشته و حال و از نمادهای مهم مردم لُر می‌باشد. بنا بر موانع و ویژگی‌های جغرافیایی اقلیمی مردم لر در اقلیم‌های گوناگون از پوشش متفاوتی استفاده کرده‌اند. در یک تقسیم‌بندی کلی می‌توان لباسهای لری را اعم از مردانه و زنانه به سه گروه کلی لٌری شمالی (فیلی، لکی، بالا گریوه، مینجایی و ...)، لُری بختیاری (چهارلنگ و هفت لنگ) و لُری جنوبی (بویر احمدی، ممسنی، بهمئی، لیراوی و ...) تقسیم‌بندی کرد.

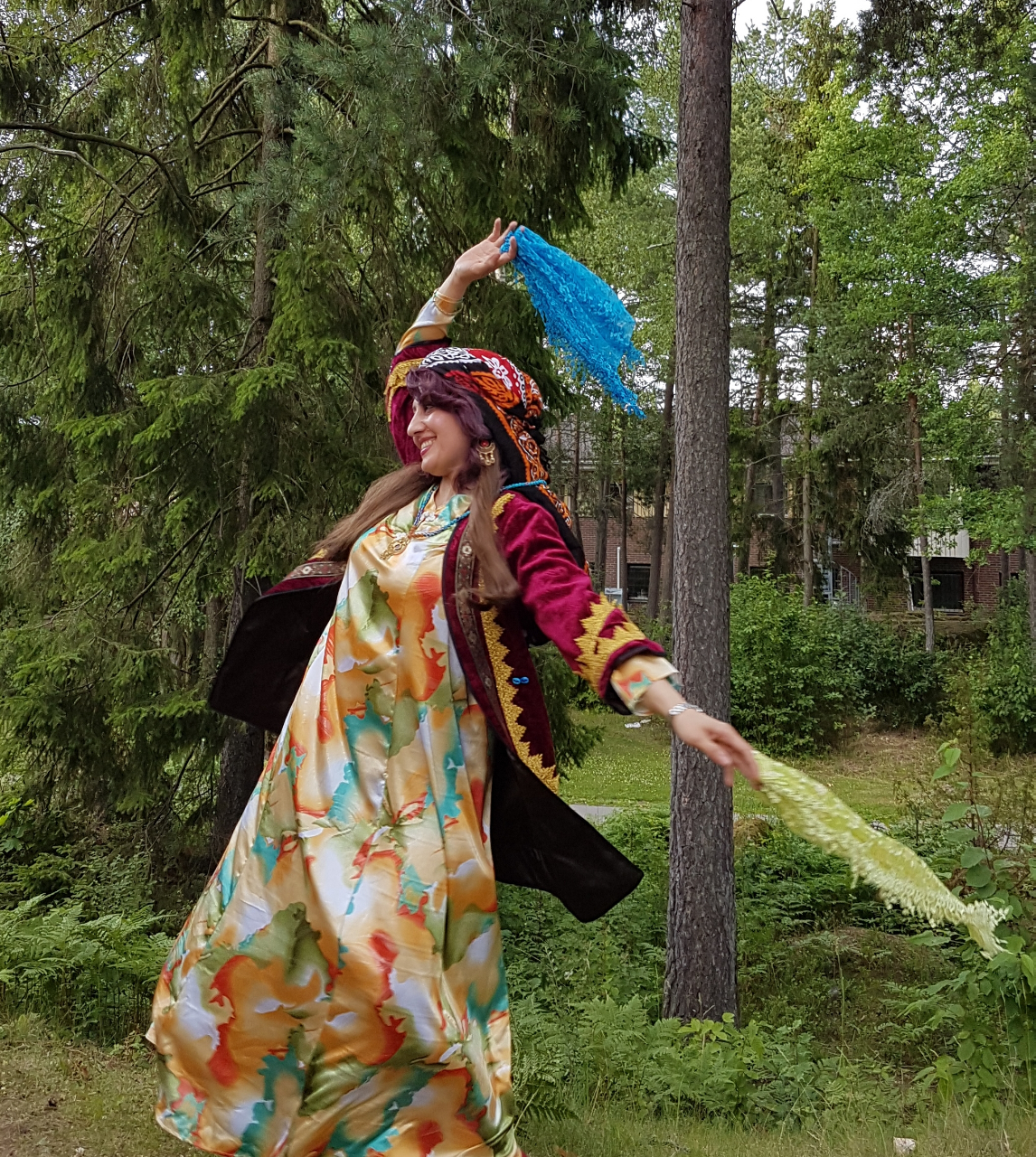
یک زن لر با پوشاک لری فیلی

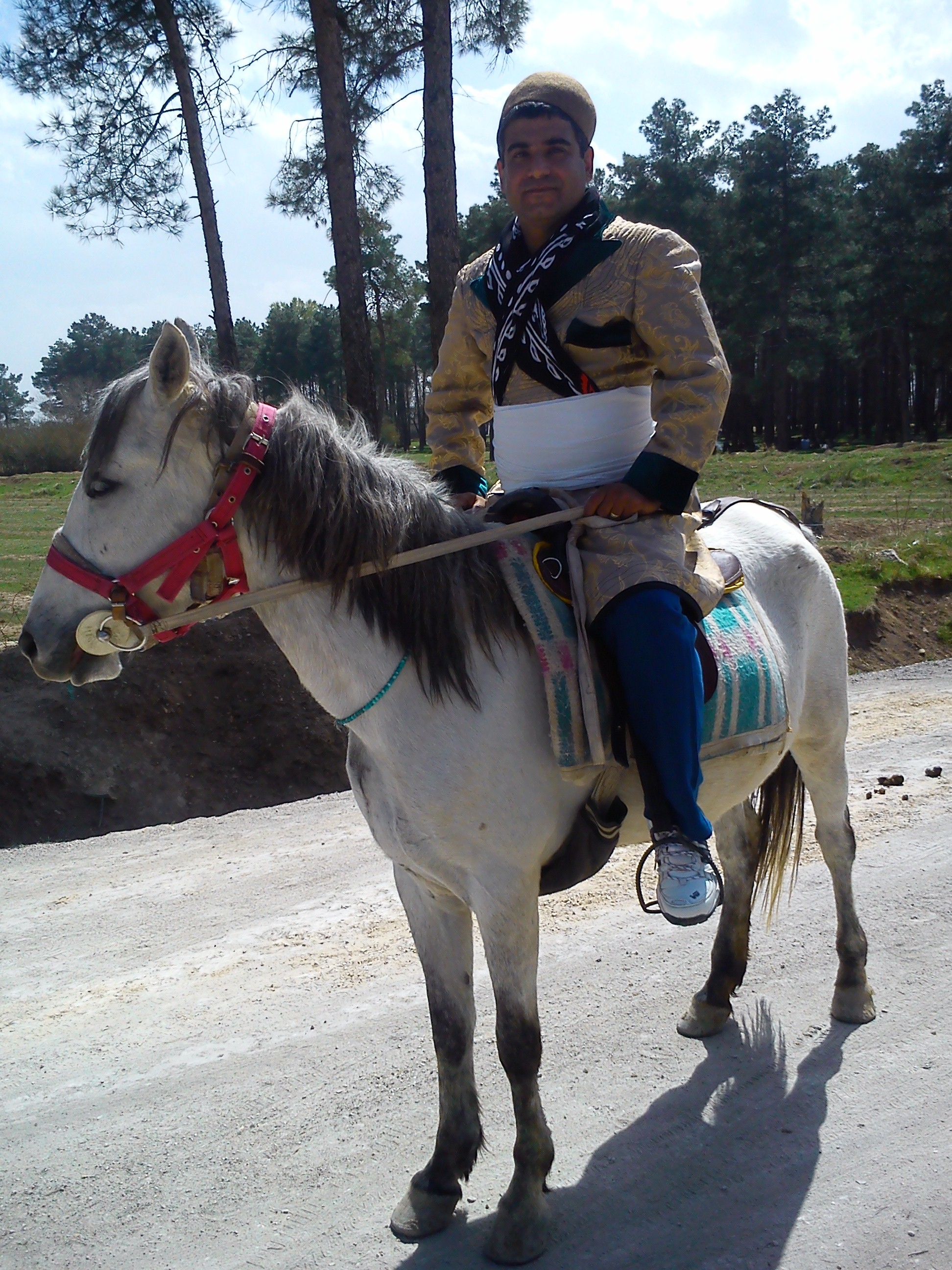
پوشش لری مردان لر فیلی (لرهای شمالی)

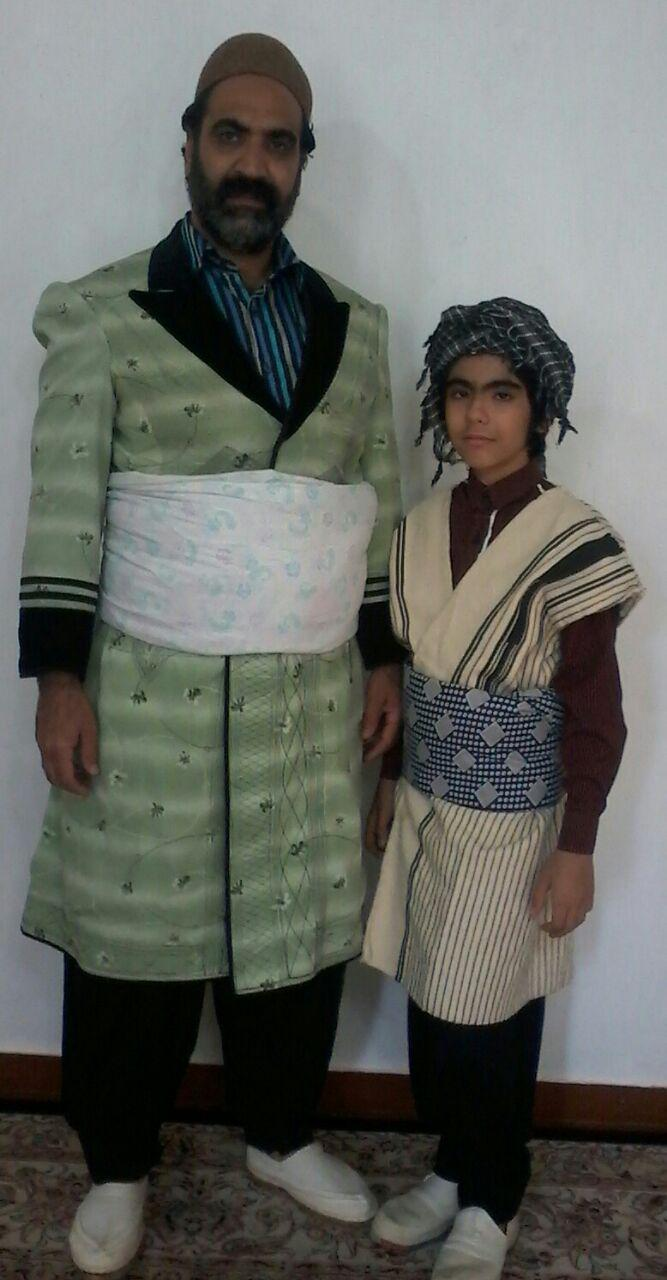
پوشام شال و ستره و کودک با چوقای فیلی

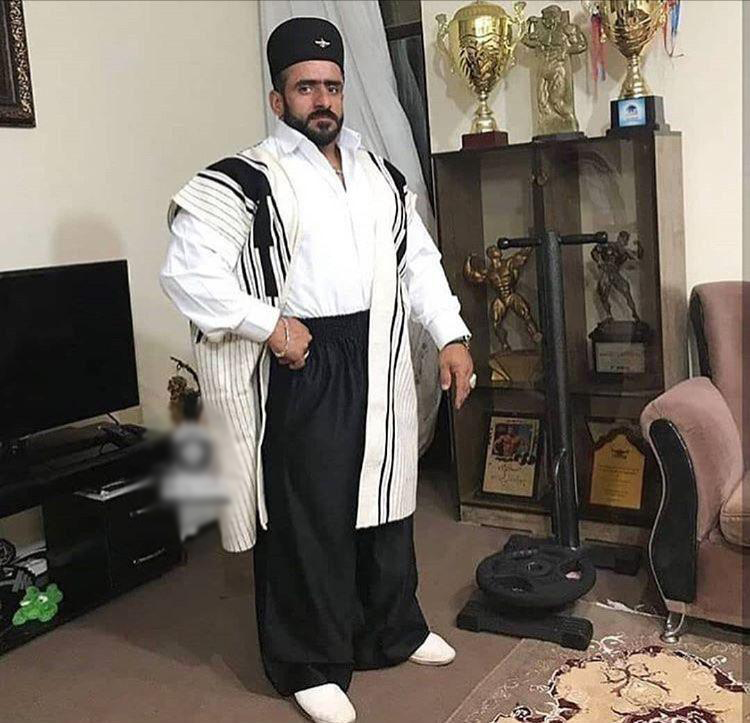
تصویر هادی چوپان با پوشش مرسوم بختیاری و چوقای بختیاری

## لباس لرهای شمالی
این لباس توسط لرهای فیلی، ثلاثی و ... پوشیده می شود.

### لباس بانوان لر شمالی
- زلفونه یا بن زلفی: کلاهی کوچک و بسیار زیبا که با سکه‌های قدیمی تزیین شده و از آن آویزان شده‌اند، این کلاه همچنین رنگی نیز بافته می‌شود.
- تره: پارچهٔ ابریشمی است که زنان لر به سر می‌بستند و به‌نام «ساوه» نیز مشهور بود. تره را زنان لر در حالت عادی می‌بستند و برای شرکت در مراسم و جشن و سور، نوعی از آن را به نام گل‌وَنی روی تره می‌بستند که به آن «تره و گل‌ونی» می‌گفتند.
- لچک یا گُلوَنی یا هراتی: نوعی سربند مخصوص و به نوعی پارچه ابریشمی رنگین گفته می‌شود. زنان در گذشته

- جومه: پیراهنی بلند که سینه را به‌طور کامل پوشانده و تا مچ دست آستین آن کشیده شده و از پایین هم تا مچ پا بلند است.

- پاپوش: شلواری است گشاد و آزاد با اجنس آن بسیار نرم‌تر و از جنس‌هایی مانن ابریشم دوخته می‌شود و پاچهٔ آن از پاچه شلوار کردی بازتر و راحت‌تر است.

- کاله: نوعی کفش است که برای زنان به آن آژ گفته می‌شود.

- کلنجه: نیم‌تنه‌ای شبیه به کُت است که روی پیراهن بلند می‌پوشند و از پارچه زری یا مخمل دوخته می‌شود.
- سرداری یا بالکول ( مانتو سنتی لری): یکی از لباسهای زنان لر است و شبیه به مانتو سنتی می باشد. قد آن تا نزدیک زانو است و از پشت هر سمت سه چین‌ریز دارد.
- جلیقه زنانه لُری

### پوشاک مردان لر شمالی
- ستره: ستره از قدیمی‌ترین انواع پوشاک ایرانی به حساب می‌آید که قبای جلو باز مخصوصی است و قد آن معمولا به زیر زانو می‌رسد. مردان لر این قبا را در مراسم رسمی بر تن می‌کنند و با پیچیدن شال، آن را می‌بندند. پارچه‌ مورد استفاده برای دوخت این بالاپوش را ساده یا طرح‌دار در نظر می‌گیرند. شالی که ستره را با آن می‌بندند نیز معمولا پارچه بلند و سفیدی به طول ۶ تا ۹ متر است.

- پاپوش (شلوار): پاپوش یا شلوار مردان لر فیلی، مشابه شلوار جافی است؛ اما به نسبت نوع کردی، جنسی نرم‌تر و لطیف‌تر و دمپایی بازتر و راحت‌تر دارد.

- آژیه یا کلاش لری: کلاش نام کفش مردانه‌ای است که به گیوه شباهت دارد و رویه آن را با نخ ابریشم می‌بافند. در واقع، این کفش لری مشابه نوع زنانه آن (آژ) به نظر می‌رسد؛ با این تفاوت که طرح‌های کمتری نسبت به نوع زنانه در آن دیده می‌شود.

- شال: مردان لر شمالی از شال یا گلونی برای بستن دور کمر خود استفاده می کنند.

- چوخا یا چوقای مردان لر فیلی که «چوخا» و در مینجایی «چوغا» نام دارد، مشابه بالاپوش بختیاری‌ها است. همچنین چون چوقای بختیاری اغلب از پشم گوسفند بافته می‌شود؛ اما طرح چوخای بختیاری و فیلی با یکدیگر فرق می‌کند. به‌طور کلی، چوخا ردایی تا زیر زانو، بدون دکمه، آستین و یقه است که به‌صورت خانگی و توسط زنان از نخ پشم یا پنبه بافته می‌شود.چوخای فیلی به نسبت نوع بختیاری آن، خطوط سیاه باریک‌تر و بیشتری دارد، تنگ‌تر است و در قسمت پشت آن، برش یا چاک به چشم می‌خورد. این نوع پوشش محلی در زبان‌های لکی و مینجایی با لقب پیسه و سی پیسه (چوخا سی پیسه) شناخته می‌شود.
- کلاه نمدی
- شو کلاو: مردان گلونی را دور کلاه لری می‌بستند و به گاه مهمانی یا جنگ، به منظور تزیین یا نگهدارنده کلاه از آن استفاده می‌کرده‌اند.

## لباس لرهای بختیاری
لباس بختیاری نماد عشایر بختیاری است و در سراسر قلمرو بختیاری از غرب اصفهان و شرق لرستان تا شرق، شمال شرق و جنوب شرق خوزستان رواج دارد. این لباس برای مردان شامل کلاه خسروی، چوقا، شلوار دبیت، گیوه و گاهی پوشش کت مانند کُردین می‌شود. 

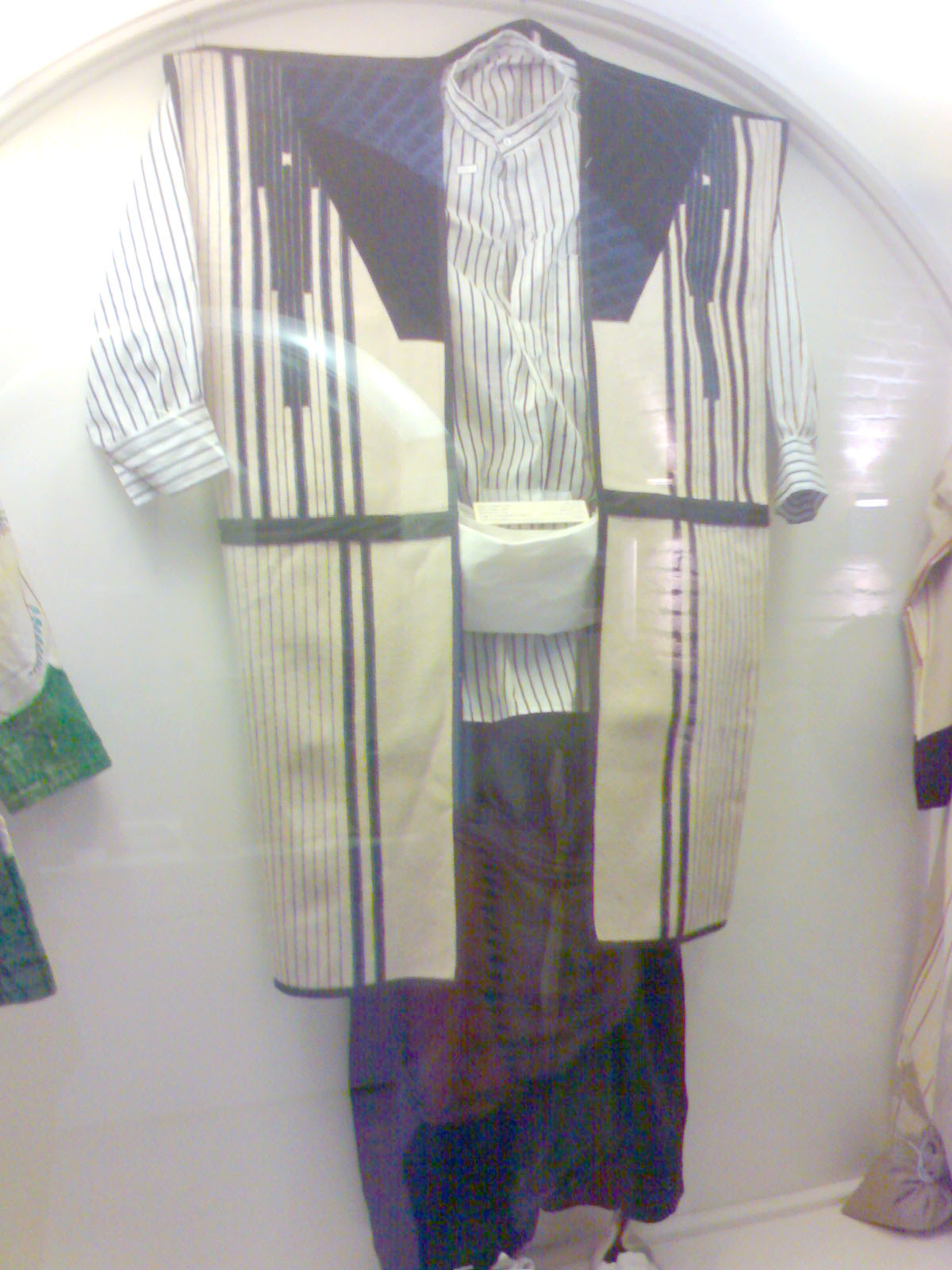
پوشش مردان بختیاری، موزه فلک‌الافلاک، خرم‌آباد

اجزای عمده لباس زنانه بختیاری شامل روسریهای مینا و لچک، زیر لچکی (بُن نایی) پیراهن زنانه (جووه)، شلوار قری و کفش (اُرسی) است.

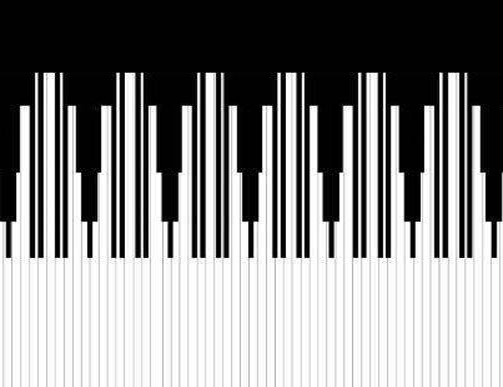
بافت (تکسچر) اصلی چوقا

در یک قرن گذشته لباس مردان بختیاری تغییرات عمده‌ای داشته که عمده دلیل آن اصلاحات تحمیلی پوشاک در دوره سلطنت رضا شاه است. این درحالیست که جامه زنان بختیاری در طول زمان تغییرات کمتری داشته‌ است. این موضوع با مطالعه آثار سیاحان قرن نوزدهم و اوایل قرن بیستم میلادی قابل مشاهده است.

## لباس لرهای جنوبی

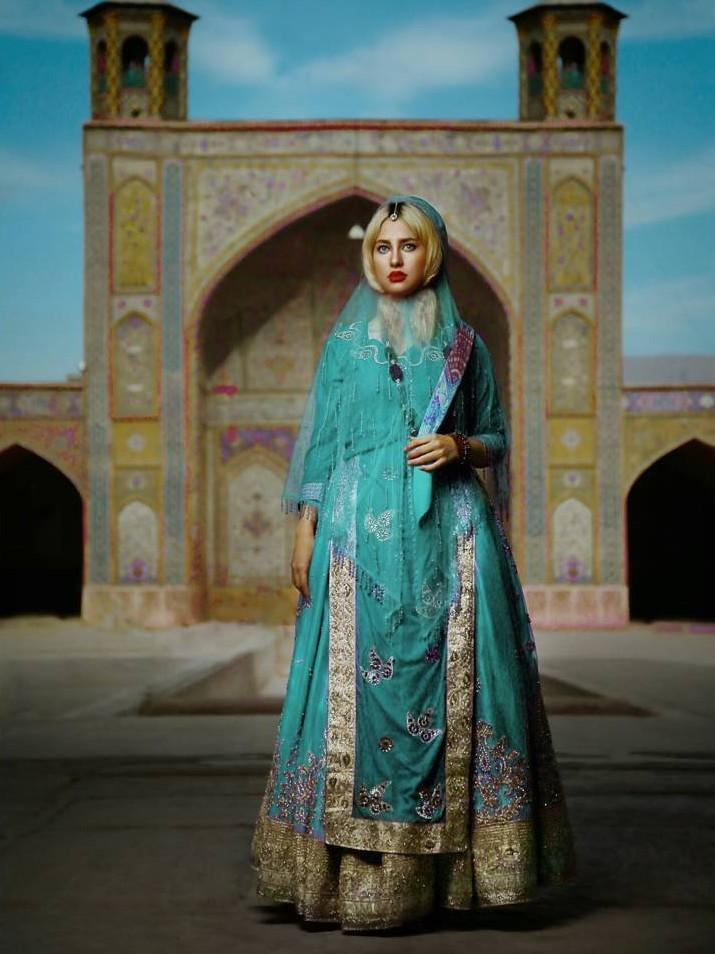
پوشش لری یک زن بویراحمدی

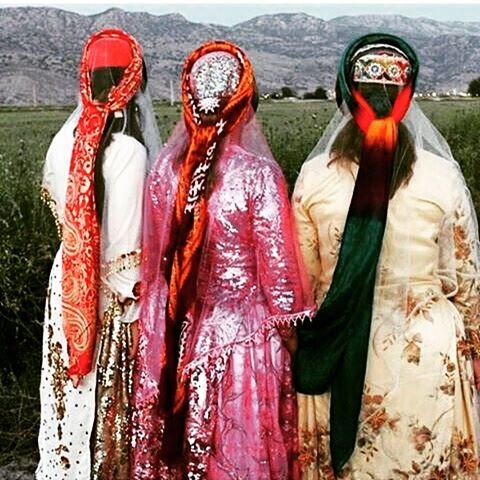
پوشش لرهای جنوبی

این لباس ویژه لرهای جنوبی است و از مرکز غربی استان فارس تا سراسر استان کهگیلویه و بویراحمد و شمال و غرب بوشهر و جنوب شرقی خوزستان گسترش دارد. امروزه استفاده از لباس محلی و سنتی بیشتر در زنان بالای ۳۰ سال استان کهگیلویه و بویراحمد دیده می‌شود اما در جشن‌ها و مجالس عروسی تمام زنان و دختران به عنوان یک سنت از لباس‌های محلی شاد و متنوع استفاده می‌کنند. بر اساس تحقیقات صورت گرفته در کتاب نگارگری مکتب شیراز، قدمت این نوع لباس‌ها بیشتر از دوران تیموریان در قرن هشتم هجری قمری است. لباس محلی و سنتی زنان لرهای جنوبی از سه بخش اصلی سرپوش، بالاتنه و پایین‌تنه تشکیل شده‌ است که مجموع این سه بخش، پوشش کاملی را برای زنان به همراه دارد. سرپوش لباس محلی زنان لرهای جنوبی، شامل یکپارچه روپوش یا همان روسری به نام " مینا " (Meyna) است که به‌طور معمول دارای بیش از یک متر طول و بین ۶۰ تا ۷۰سانتیمتر عرض می‌باشد. بر روی این روپوش مینا نیز پارچه‌ای به نام چارقد یا لچکی قرار می‌گیرد که در زبان فارسی همان سربند است. همچنین یک کلاه کوچک زیر مینا قرار می‌گیرد تا پوشش دهنده موهای جلو سر زنان باشد و معمولاً زیورآلات و وسایل تزیین سنتی و ظریف به آن متصل می‌شود. بخش بالاتنه لباس محلی زنان استان کهگیلویه و بویراحمد، همان پیراهن یا جامه است که شامل یکپارچه دو متری می‌باشد و از زیر گردن تا کف پای زنان را می‌پوشاند. این پیراهن ردا مانند، دارای آستین و سرآستین است و نوع مدل آن مخصوص زنان استان‌های کهگیلویه و بویراحمد، فارس، خوزستان و چهارمحال و بختیاری است.
بخش پایین این لباس‌ها که به عبارتی زیباترین بخش آن نیز به‌شمار می‌آید همان دامن یا تنبان است که بیشترین حجم پارچه را در این لباس سنتی در برمی گیرد. معمولاً برای دامن این لباس‌های محلی بین پنج تا ۱۲متر پارچه مصرف می‌شود طوری‌که این دامن از بالا کشدار و کاملاً چین خورده‌است و در پایین آن تزیین‌هایی مانند نوار دوزی یا پارچه‌های پلیسه دار به کار می‌رود. رنگ و جنس پارچه این لباس‌ها معمولاً بنا به طبیعت این استان در منطقه گرمسیری و سردسیری، نوع بافت عشایری و روستایی، نوع باورها و گرایش قومی و قبیله‌ای و سن زنان انتخاب می‌شود طوری‌که برای دختران نوجوان و کودک بیشتر از رنگ‌های شاد و حجم کمتر پارچه و برای دختران جوان رنگ‌های روشن‌تر با پارچه بیشتر استفاده می‌شود. با افزایش سن زنان نیز رنگ این لباس‌ها بیشتر به سمت تیره و خاکستری مانند سبز یشمی یا سرمه‌ای سوق پیدا می‌کند.

## ثبت ملی
ثبت ۱: لباس لرهای جنوبی در دی ماه ۱۴۰۲ با شماره ۳۱۳۰ برای زنان و ۳۱۳۱ به ثبت رسیده است.
ثبت ۲:لباس سنتی  مردم کهگیلویه و بویراحمد که بخشی از پوشش لری جنوبی است در اسفند ماه سال ۱۳۹۵ به شماره  برای مردان۳۵۶ و ۳۵۷ برای زنان در لیست آثار فرهنگی ملی به ثبت ملموس رسید.
ثبت ۳: لباس سنتی ایل بهمئی که خود پخشی از پوشش لری جنوبی می باشد در فهرست آثار نامملوس کشور به ثبت رسیده است.
چوقا
معاون صنایع دستی چهارمحال و بختیاری از ثبت «چوقا» به‌عنوان لباس رسمی مردان بختیاری به عنوان یازدهمین اثر میراث معنوی استان در فهرست آثار ملی خبر داد. مهرداد رئیسی در گفت‌وگو با خبرنگار تسنیم در شهرکرد، اظهار داشت: چوقا به عنوان یکی از صنایع دستی عشایری استان به‌شمار می‌رود که در تاریخ ۱۵ دی ماه امسال مورد تأیید شورای ثبت میراث فرهنگی کشور قرار گرفت و در فهرست آثار ملی به ثبت رسید. وی اصالت داشتن، بومی بودن، نقوش و بافت خاص این لباس محلی را از ویژگی‌های بارز ثبت این اثر عنوان کرد
به همت جمعی از دختران خرم‌آبادی، روز ۲۶ اردیبهشت به عنوان روز گلونی نام‌گذاری شده‌است. قرار است هر ساله در بهار و تا ۲۶ اردیبهشت دختران غرب ایران با به سر کردن گلونی، این پوشش اصیل و زیبا را به دیگران معرفی کنند. بسیاری از دختران لک اعم از معلمان، استادان، روزنامه‌نگاران، دانشجویان و فعالان فرهنگی جزو حامیان این حرکت هستند.